# Onkyo Corporation
Onkyo Corporation (オンキヨー株式会社, Onkyō Kabushiki-gaisha) is een Japanse fabrikant van consumentenelektronica gespecialiseerd in hifi-audioapparatuur. Het bedrijf werd opgericht op 17 september 1946 en is gevestigd in Osaka, Japan.
Het Japanse woord onkyo betekent geluidsharmonie.

## Geschiedenis
Onkyo werd in 1946 opgericht onder de naam Osaka Denki Onkyo K.K. en richtte zich in die tijd hoofdzakelijk op de productie van toonarmen voor platenspelers. In de opvolgende jaren werden ook stereoinstallaties geproduceerd. In 1981 kwam het eerste dubbelcassettedeck met een functie voor kopiëren op hoge snelheid. In 1985 ontwikkelde Onkyo hun eerste cd-speler met optische gegevensoverdracht.
Begin 2012 nam het Amerikaanse Gibson een aandeel van 13% in Onkyo Corporation. Ook ging het een samenwerking aan met TEAC, waarbij de bedrijven hun productiefaciliteiten en middelen op het gebied van onderzoek delen.
In 2014 verkreeg Onkyo een grootaandeel in de afdeling consumentenelektronica van Pioneer. In ruil daarvoor bezit Pioneer een aandeel van 16% in Onkyo. De grootste aandeelhouder van het bedrijf is de familie Ohtsuki met 26%.

## Producten
Onkyo is producent van onder andere:
- Optische/analoge apparaten: dvd-spelers, cd-spelers, platenspelers, cassettedecks, tuners en blu-ray spelers
- Versterkers/Receivers: A/V receivers, stereo receivers en stereo versterkers.
- Luidsprekers: Vooral boekenplankformaat speakers, ook enkele designmodellen
- Geluidskaarten voor personal computers

Verder heeft Onkyo een designserie speciaal voor in huiskamers.

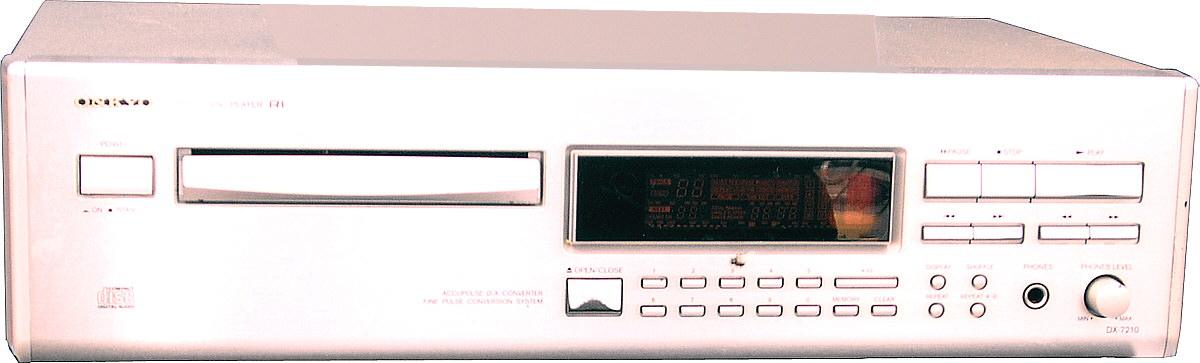
Onkyo DX7210 cd-speler
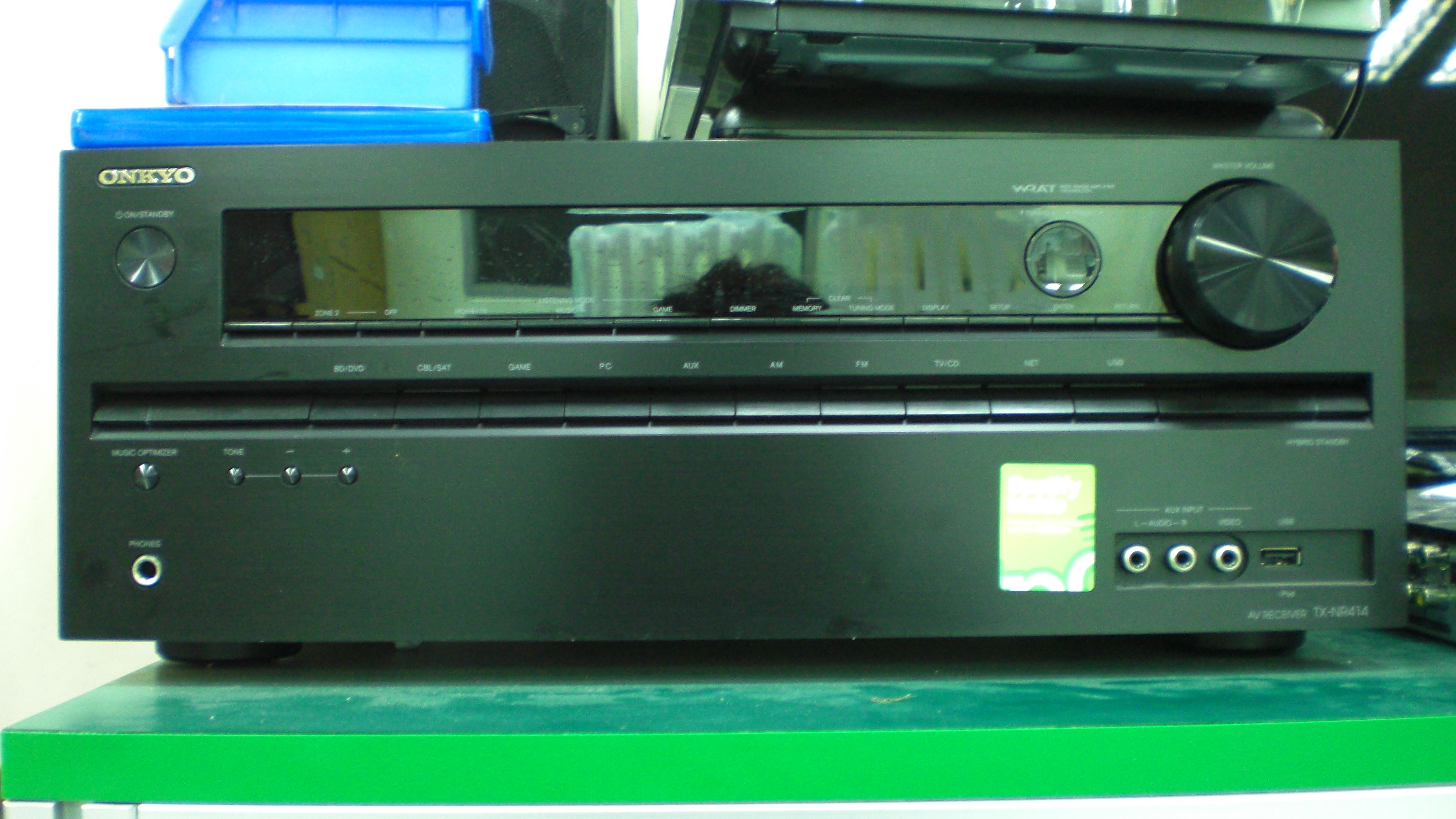
Onkyo TX-NR414 AV-receiver
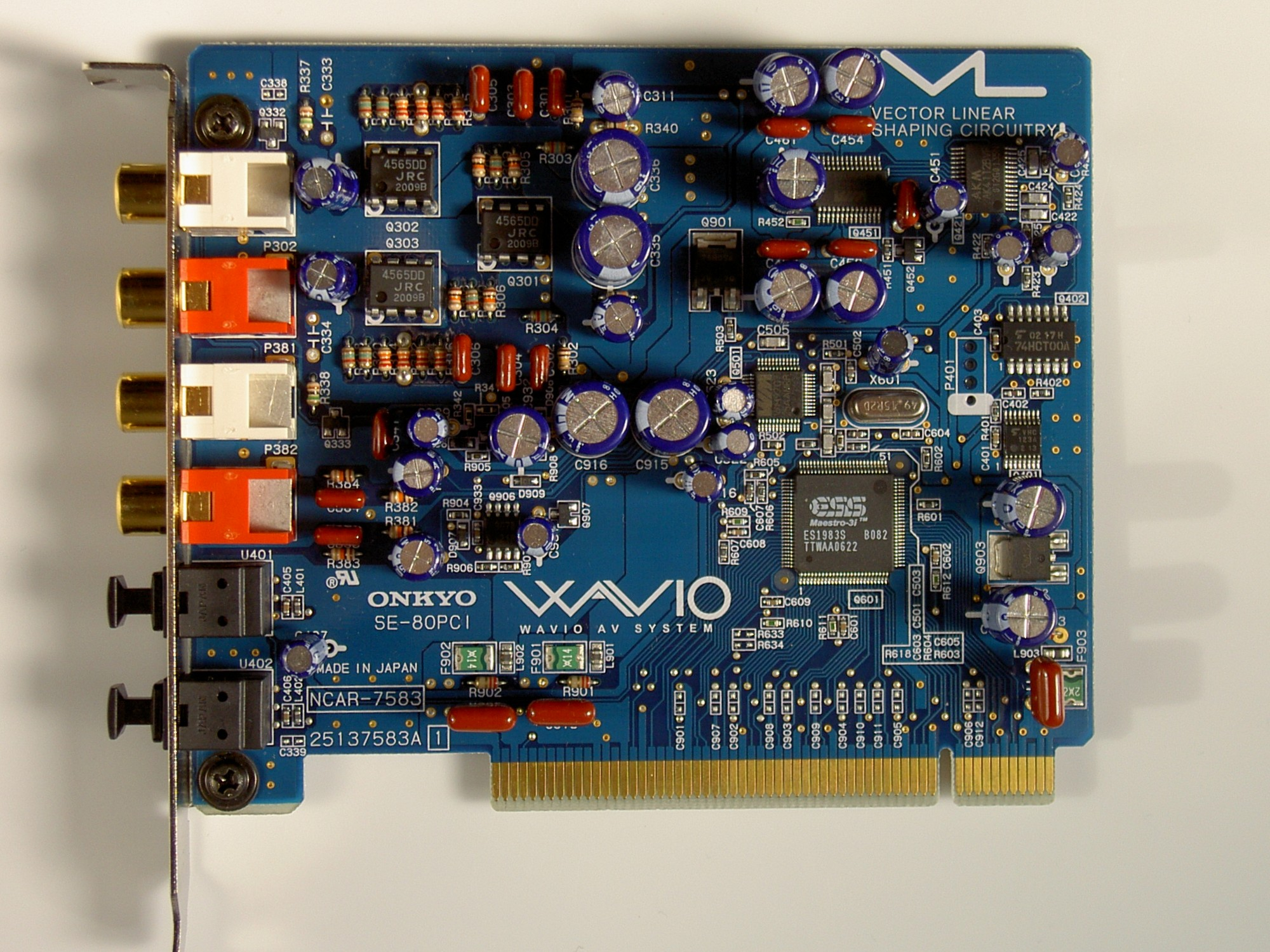
Geluidskaart van Onkyo